# Reuzenhengelvis
De reuzenhengelvis (Ceratias holboelli) is een straalvinnige vissensoort uit de familie van zeeduivels (Ceratiidae). De wetenschappelijke naam van de soort is voor het eerst geldig gepubliceerd in 1845 door Krøyer.

## Kenmerken
Het vrouwtje heeft een zeer fors lichaam met een grote bovenstandige bek en kan tot 100 cm lang en 50 kg zwaar worden, terwijl het mannetje slechts enkele cm lang wordt. De voorste rugvinstraal dient als lokmiddel en hangt voor de bek. De staart is bladvormig en bevat meerdere uitstekende, scherpe vinstralen. Halverwege het lichaam staat op de rug een achterwaarts wijzende stekel.

## Leefwijze
Het mannetje leeft een parasitair bestaan op het lichaam van het vrouwtje door zich vast te bijten. Omdat de bloedvaten zich met elkaar versmelten, ontvangt het mannetje zijn voeding langs deze bizarre weg.

## Verspreiding en leefgebied
Deze soort komt voor in de diepe wateren van de Atlantische-, Indische- en Grote Oceaan.